# Dewarjeva posoda
Dewarjeva posóda (tudi dewarska posóda; [djúarjeva/djúarska ~]) je posoda, ki je narejena tako, da nudi dobro termalno izolacijo. Če je npr. napolnjena z vročo tekočino, se bo tekočina v njej ohlajala mnogo počasneje kot v običajni posodi. Dewarjevo posodo je izumil škotski fizik in kemik sir James Dewar (1842–1923).
Dewarjeva posoda je narejena tako, da imamo posodo v posodi, posodi pa se stikata le na vratu. Prostor med posodama je skoraj popolnoma evakuiran (to, da je med posodami skoraj vakuum, močno zmanjša prevajanje toplote). Običajno sta posodi kovinski ali stekleni, notranji površini pa sta prevlečeni s kovinsko prevleko (Dewar je uporabil srebro), da se zmanjša še prevajanje toplote s sevanjem. Izolacija je tako učinkovita, da do večine prevajanja toplote pride na vratu in pokrovu posode.
Dewarjeva posoda se v laboratorijih pogosto uporablja za shranjevanje kapljevinskega dušika. V tem primeru zaradi prevajanja toplote (ki je sicer majhno, a še vedno prisotno), prihaja do izparevanja dušika, zato imajo posode za shranjevanje dušika vgrajene ventil, ki preprečuje, da bi tlak v posodi preveč narastel.